# 神奈川県立湘南台高等学校
神奈川県立湘南台高等学校（かながわけんりつ しょうなんだいこうとうがっこう）は、神奈川県藤沢市円行に所在する公立の高等学校。1985年設立の学校である。なお、この学校はインクルーシブ教育実践推進校に指定されている。

## 概観
『「どこで学んだか」ではなく「何を学んだか」が大切です』のキャッチコピーにあるように、学校の内外にとらわれず、何を学んだかを重視して、自らの積極的な学習活動を支援する高校である。総合学科や単位制といった新タイプ高校の長所を融合しながら、従来からある全日制の枠組の中で、より柔軟な学びの場を提供している。

### 教科活動
基礎学力の充実を図るために、国語表現、オーラルコミュニケーション（英会話）、数学I、英語Iなどで少人数授業を実施している。
- 1年次では、英語Iと数学Iにおいて、習熟度別の小集団授業を行っている。
- 2年次から、2つの類型に分かれ、進路に応じた学習を徹底している。
- 3年次には、幅広い選択群から、自分の興味関心に応じた科目を履修できる。
- 生徒一人ひとりの学力の伸張を図るため、長期休業中を中心に講習を実施している。

### 学校外活動
学校外での積極的な学習活動について、単位認定している。
- 横浜国立大学、東海大学、桜美林大学、神奈川大学、文教大学、関東学院大学、女子美術大学、神奈川工科大学、産業能率大学の9大学及び県立青少年センターと連携を結んでおり、高校に在籍しながら大学の講義を受講したり、高度な実験・研究を行うことができる。またその成果は高校の単位として認定している。
- 技能審査（検定試験）の成果を単位認定している。対象の検定は、TOEIC・TOEFL・英検・漢検・数検・書写検定・ワープロ実務検定・情報処理活用能力検定である。
- 八ヶ岳友情キャンプへの参加など、計画的なボランティア活動についても、その成果によって高校の単位として認定している。
- 地域の企業や県庁等でのインターンシップを通じて、キャリアアップを図るとともに、その成果を単位認定している。

## 設置学科
- 普通科[1]

## 沿革
（沿革節の主要な出典は公式サイト）

### 略歴
神奈川県で「15の春を泣かせるな」をスローガンに実施された高校百校新設計画により設立された。

### 年表
- 1984年　(昭和59年) : 神奈川県立鎌倉・藤沢方面校として設立準備開始。
- 1985年　(昭和60年)
  - 1月1日 : 神奈川県立湘南台高等学校全日制普通科として設置公布。
  - 4月1日 : 神奈川県藤沢市大鋸1500番地で、プレハブ校舎にて開校。
  - 4月5日 : 第1回入学式。
  - 4月30日 : 開校式挙行。
- 1986年　(昭和61年)
  - 3月1日 : 神奈川県藤沢市円行1986番地へ移転。
  - 11月1日 : 校舎落成・校歌制定記念式典挙行。
- 2021年　(令和3年)　湘南台高校吹奏楽部「White Shooting Stars」は、2021年12月17日開催の「2021JAPAN CUP全国高等学校マーチングバンド選抜大会」で優勝。16連覇という偉業を達成した
- 2024年　(令和6年)　湘南台高校で4月、新年度のクラスの集合写真を撮影する際、髪にエクステンション（付け毛）をしていた女子生徒が外されていたことが5月27日に発覚。同校は校則で「頭髪に手を加えない」と定めているためだが、生徒は前年度の担任に許可を受けた認識でいたという。
- 2025年　(令和7年)　湘南台高校に、プラスチック爆弾を設置したという爆破予告があった。

## 部活動
全部で22の部活動がある。
- サッカー
- 野球
- 体操
- ソフトボール
- 剣道
- バレーボール
- バドミントン
- バスケットボール
- テニス
- ハンドボール
- ダンス（全国大会出場）
- 陸上
- 料理研究
- 吹奏楽（マーチングバンド） - 2008年度、第36回マーチングバンド・バトントワリング全国大会　編成別最優秀賞・グランプリ・文部科学大臣賞（全国1位）。
- 茶道
- コンピューター
- ESS
- イラスト
- ボランティア
- 美術
- 演劇
- 合唱
- 自然科学部

## 著名な出身者
- 塗師亮（サッカー）
- 木下栞（サッカー）
- 杉田隼（サッカー）
- ピスタチオ伊地知（芸人）
- 蒼真せれん(元宝塚歌劇団 月組男役)

## 交通
- 小田急江ノ島線・相鉄いずみ野線・横浜市営地下鉄ブルーライン 湘南台駅より徒歩10分